# Kosmetikspatel

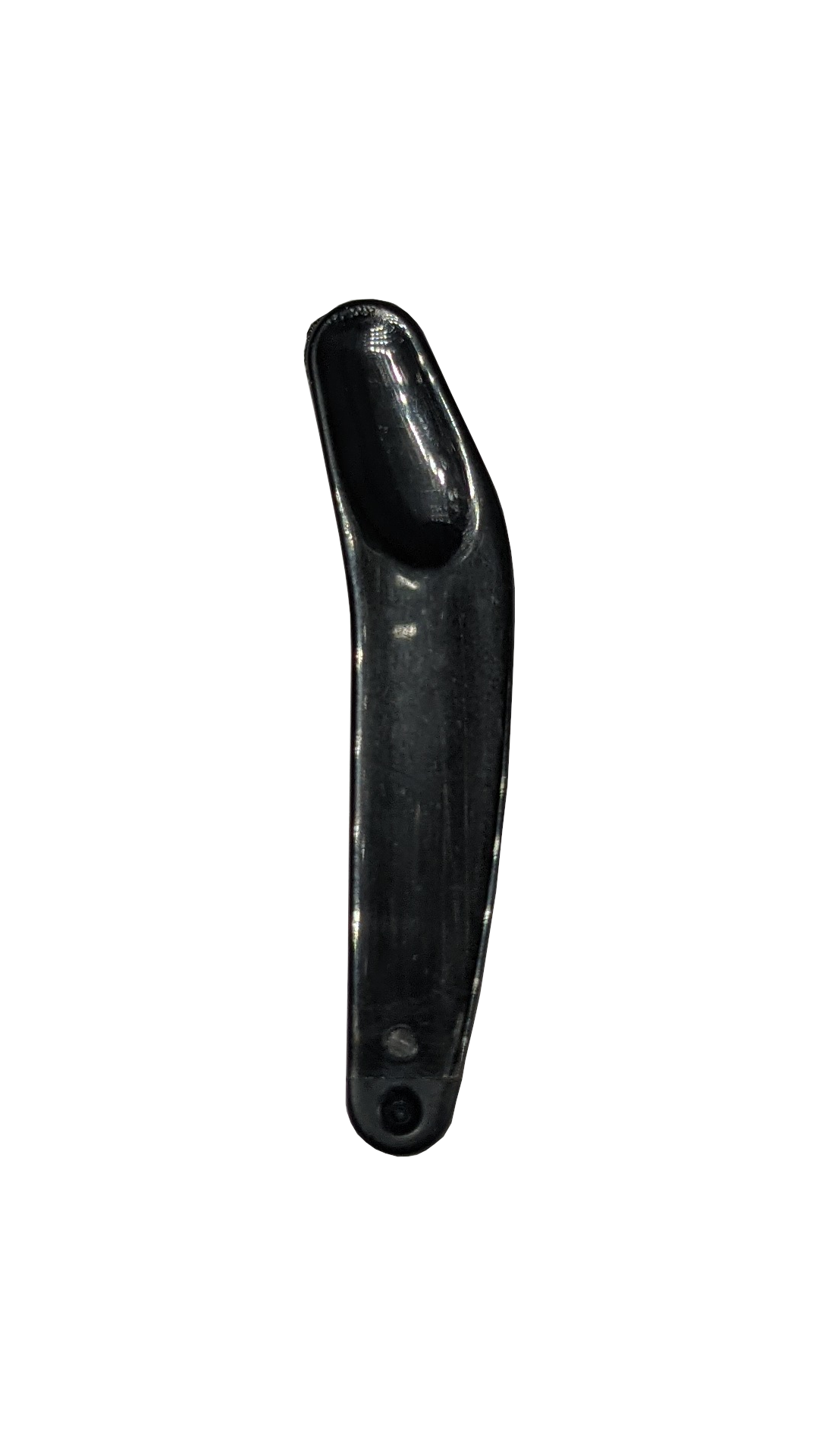
Kosmetikspatel aus Kunststoff

Kosmetikspatel werden in der Kosmetik in vielen Bereichen eingesetzt. Es gibt Spatel aus Kunststoff (z. B. Plexiglas) und aus Metall.

## Anwendungsbereiche (Auswahl)

### Lippen-Make-up
Lippenstiftfarbe wird aus hygienischen Gründen nie direkt mit dem Lippenstift auf einen Pinsel übertragen. Es werden Kosmetikspatel verwendet, um Lippenstiftfarbe vom Lippenstift aufzunehmen und auf einen Pinsel zu übertragen. Mit dem Spatel lässt sich dabei die benötigte Menge abschaben.

### Verwendung von Cremes
Cremes werden mit einem Spatel aus Tiegeln entnommen. Indem die Creme nicht mit den Fingern aufgenommen wird, lassen sich hygienische Standards besser einhalten. Die Spatel sind außerdem ideal dafür, den letzten Rest aus den Tiegeln herauszuholen.

### Warmwachs und Kaltwachs

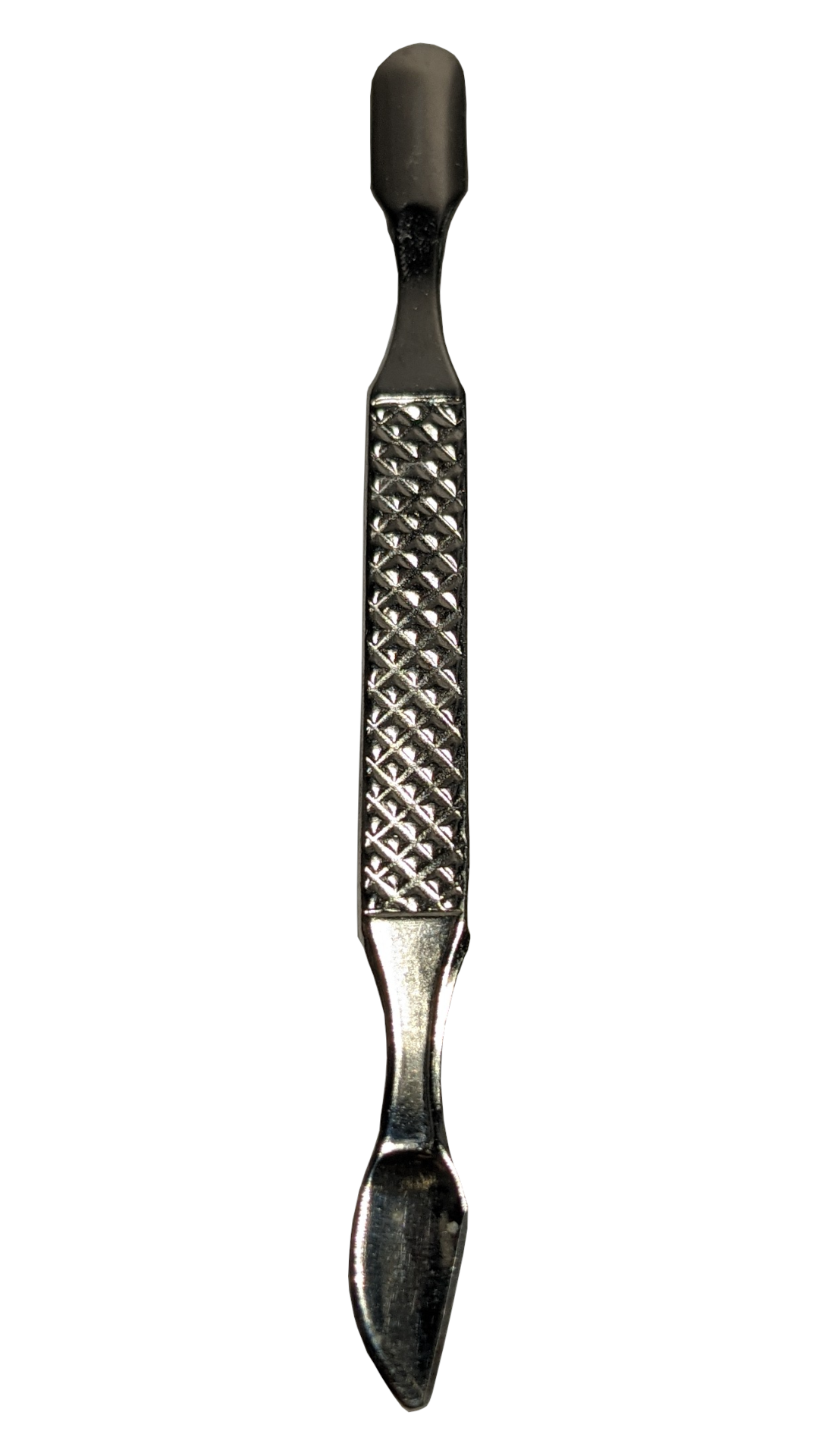
Kosmetikspatel aus Metall werden bei der Maniküre verwendet.

Kosmetikspatel werden zum Auftragen von Warmwachs und Kaltwachs verwendet. Dafür wird Warmwachs in halbflüssigem Zustand oder Kaltwachs mit dem Spatel in Wuchsrichtung der Haare aufgetragen.

### Dermographismus
Kosmetikspatel werden beim Dermographismus eingesetzt, um die Sensibilität der Haut vor einer kosmetischen Behandlung zu überprüfen (Hautschrift).

### Maniküre
Bei der Maniküre kommen Metall-Spatel zum Einsatz. Der Metall-Spatel wird dabei zum Zurückschieben der Nagelhaut verwendet.